# Allégorie du dix-huit brumaire ou la France sauvée
Allégorie du dix-huit brumaire ou La France sauvée est une œuvre d'Antoine-François Callet, peinte en 1801.

## Description
L'Allégorie est une peinture à l'huile sur toile marouflée. Elle représente de façon allégorique le coup d'État du 18 brumaire (9 novembre 1799), dirigé par Napoléon Bonaparte et mettant en place le Consulat.
En haut, la France victorieuse (après la bataille de Marengo) couronnée de laurier tient une branche d'olivier. Elle est élevée sur un pavois que soutiennent les armées de la République identifiées par des phylactères. Une figure égyptienne qui symbolise l'armée de Bonaparte (voir la campagne d'Égypte) l'accompagne. En bas, Hercule vêtu de la peau du lion de Némée, qui représente le gouvernement, écrase les ennemis de l'ordre et de la paix.

## Localisation
L'œuvre est située sur le plafond de la salle du Sacre, dans le château de Versailles.

## Historique
L'œuvre date de 1801, elle a été commandée sous le Consulat pour les Tuileries, l'esquisse a été présentée au Salon de 1800. Le tableau a été agrandi et transformé en plafond pour la salle du Sacre du château de Versailles sous Louis-Philippe lors de l'aménagement de cette salle à la gloire de Napoléon Ier dans le cadre de la création de son musée de l'Histoire de France.

## Artiste
Antoine-François Callet (1741-1823) est un peintre français. Après avoir été peintre officiel de Louis XVI, il est resté près du pouvoir après la Révolution et a continué à peindre des œuvres officielles pour les gouvernements suivants (le Consulat et l'Empire), comme l’Allégorie du dix-huit brumaire ou La France sauvée ou l’Allégorie de la bataille d'Austerlitz en 1806.